# Рамзай, Патрик
Патрик Рамзай (англ. Patrick William Maule Ramsay; 20.09.1879 — 19.06.1962) — британский дипломат.
Второй сын лорда Рамзая (Рамсей, Джон, 13-й граф Далхаузи). Один из его братьев был женат на Патриции Коннаутской. Сам он был с 15.10.1917 года женат на Дороти Surtees (урождённая Conyers, ум. 05.10.1957), от которой имел сыновей Дэвида (1919—1948 (1978?)) и Джеймса (1923—1944, погиб в бою в Нидерландах).
Обучался в колледже Винчестера и университетском колледже Оксфорда.
В 1922—1939 годах — на дипломатической службе.
В 1929—1933 годах — посланник Великобритании в Греции.
В 1933—1935 годах — посланник Великобритании в Венгрии.
В 1935—1939 годах — посланник Великобритании в Дании.
Рыцарь-командор ордена Святого Михаила и Святого Георгия (1932).